# Paramastax pusilla
Paramastax pusilla är en insektsart som beskrevs av Marius Descamps 1979. Paramastax pusilla ingår i släktet Paramastax och familjen Eumastacidae. Inga underarter finns listade i Catalogue of Life.